# Bernard Arnault
Pour les articles ayant des titres homophones, voir Arnaud-Bernard et Bernard Arnaud.
Pour les articles homonymes, voir Arnault.
Bernard Arnault, né le 5 mars 1949 à Roubaix (Nord), est un entrepreneur, chef d'entreprise propriétaire de médias et milliardaire français.
Actionnaire majoritaire et président-directeur général du groupe de luxe LVMH - Moët Hennessy Louis Vuitton, il est par cette société, propriétaire des médias Les Échos, Le Parisien, Radio Classique et Paris Match.
Classé depuis 2019 avec sa famille comme la plus grande fortune européenne, estimée en 2022 par le magazine Challenges à 149 milliards d'euros et à 238,5 milliards de dollars par Forbes au 9 mai 2023, il occupe depuis décembre 2022, en alternance avec Elon Musk, la première place du classement mondial des milliardaires de ce magazine.
Son influence sur des médias, son recours aux paradis fiscaux ainsi que ses relations avec le pouvoir politique sont régulièrement discutés.

## Biographie

### Origines
Bernard Jean Étienne Arnault naît à Roubaix, dans le département du Nord, le 5 mars 1949.
Son père, Jean Arnault, est ingénieur, diplômé de l’École centrale Paris. Sa mère, Marie-Josèphe Savinel, auvergnate, est la fille du fondateur de Ferret-Savinel, une société de travaux publics créée en 1926.
Les futurs époux se rencontrent alors que Jean Arnault est ingénieur dans cette entreprise. L'ingénieur et la fille du fondateur d'entreprise se marient le 12 avril 1947. En 1950, Étienne Savinel, le père de Marie-Josèphe, confie à son gendre Jean la direction de son entreprise.
Le couple a également une fille, Dominique Arnault, née en 1950, mariée à Marc Watine. Après une carrière de commissaire-priseur, elle dirige Fred Joaillier.

### Formation
Enfant issu d'une famille aisée, Bernard Arnault reçoit une éducation bourgeoise, : il apprend le piano, l'équitation et le tennis.
Bernard Arnault est scolarisé au lycée Maxence Van der Meersch de Roubaix, où il effectue ses études secondaires.
Il étudie en classe préparatoire aux grandes écoles au lycée Faidherbe de Lille.
Il est déclaré admissible à l'École polytechnique en 1968, mais ne peut pas se présenter aux épreuves physiques à cause d'un bras cassé. Bien qu'admis deuxième à l'École des mines de Paris, il choisit de repasser les concours l'année suivante ; il intègre alors Polytechnique en 1969. Il en est diplômé en 1971. Puis il choisit l'École des mines de Paris comme "école d'application".

### Famille
Le 5 mai 1973, Bernard Arnault épouse en premières noces Anne Dewavrin, née en 1950 ― celle-ci épousera par la suite en secondes noces, en 2001, le gestionnaire de fortune Patrice de Maistre.
Ensemble, Bernard Arnault et Anne Dewavrin ont deux enfants. Delphine Arnault, née en 1975, est administratrice du groupe LVMH depuis 2004 et PDG de Christian Dior Couture depuis le 11 janvier 2023. Antoine Arnault, né en 1977, est directeur général de Berluti,.
Bernard Arnault divorce en 1990 et se remarie le 23 septembre 1991 avec Hélène Mercier, une pianiste québécoise née en 1960. De ce second mariage, il a trois fils : Alexandre Arnault, né en 1992, directeur exécutif de Tiffany & Co. ; Frédéric Arnault, né en 1995, PDG de TAG Heuer ; et Jean Arnault, né en 1998,, directeur marketing et développement pour les montres Louis Vuitton.
Ses enfants ont été scolarisés au Lycée Saint-Louis-de-Gonzague, fréquenté par les enfants de la classe dirigeante parisienne,. Frédéric et Jean Arnault y suivent les cours de français de Brigitte Macron,. Dans une série d'articles parus dans le quotidien Le Monde en juillet 2021, les journalistes Raphaëlle Bacqué et Vanessa Schneider affirment que Bernard Arnault était obsédé par l'idée de donner à ses enfants la « meilleure éducation possible ».
Depuis 2010, Bernard Arnault est le beau-père de Xavier Niel, homme d'affaires et vice-président d'Iliad, qui a épousé sa fille Delphine.
Bernard Arnault participe à des événements rassemblant la classe dirigeante tel que le Forum économique mondial connu sous le nom de « Forum de Davos ». Il est membre du club Le Siècle, mais n'y participe pas.

## Carrière

### 1971-1985: Ascension dans le groupe familial
Dès sa sortie de l'école, en 1971, Bernard Arnault rejoint l'entreprise familiale.
Nommé directeur de la construction de l'entreprise en 1974, il est promu directeur général en 1977 à l'âge de vingt-sept ans, avant de succéder à son père à la tête de la société en 1978.

#### 1978: Création de Férinel
Il convainc son père Jean de vendre toutes les activités bâtiment et travaux publics de Ferret-Savinel pour 40 millions de francs, puis de reconvertir l'entreprise dans la promotion immobilière. Sous le nouveau nom commercial de Férinel, la nouvelle société se spécialise dans les appartements de tourisme avec le slogan « Férinel, propriétaire à la mer ».

#### 1981-1984: Développement aux États-Unis avec Férinel, Inc.
En 1981, en réaction à l'élection de François Mitterrand — dont il redoute le programme économique socialiste — il s'expatrie aux États-Unis. Il laisse la gestion de l'entreprise française à Michel Lefebvre, son homme de confiance.
En Amérique, Bernard Arnault fonde l'entreprise Férinel Inc. et fréquente le promoteur immobilier Donald Trump,.
Il revient en France en 1984 après avoir réalisé un projet immobilier, The Princess, en front de mer, à Palm Beach en Floride. La proximité d'une centrale nucléaire et des défauts de conception font du projet un échec. Le journaliste Airy Routier estime que Bernard Arnault et son associé « se font avoir comme des bleus ». Arnault, quant à lui, soutient le contraire.

#### 1984: Candidat au rachat du Groupe Boussac
En 1984, Bernard Arnault est de retour en France. Un de ses amis, Pierre Godé, lui présente le dossier Boussac, dont le gouvernement de Laurent Fabius, en conflit avec les frères Willot, n'arrive pas à se dépêtrer. Depuis les années 1970, le groupe Boussac, racheté en mai 1978 par les frères Willot, fait face, comme l'ensemble de la filière textile européenne, à de grandes difficultés économiques. Cette situation économique précaire dissuade les investisseurs.
Les gouvernements français successifs souhaitant trouver une solution industrielle à cette impasse et, du fait des enjeux importants en matière d'emploi, accordent 999,9 millions de francs d'aides et subventions entre 1982 et 1985 au groupe Boussac.
Le groupe Boussac possède alors Christian Dior (à l'exception des parfums, alors séparés depuis les années 1970), le grand magasin Le Bon Marché, l'enseigne de distribution Conforama et le fabricant de couches Peaudouce. En décembre 1984, bien qu'il ne soit à l'époque qu'un petit promoteur immobilier, Bernard Arnault est sélectionné par les pouvoirs publics pour reprendre le groupe Boussac et toutes ses entités. Bernard Arnault souhaite s’emparer de Dior et rachète le groupe Boussac, alors en difficulté, en promettant de maintenir l'emploi et d'assurer « la survie du groupe en évitant son démantèlement »,.
Bernard Arnault, qui a besoin de fonds pour mener cette opération, bénéficie de l'appui de la banque Lazard en la personne de l'influent Antoine Bernheim, surnommé « le banquier faiseur de rois ». Lors de ce rachat, Bernard Arnault, à travers le groupe Férinel, s’engage dans un document de quarante-quatre pages à maintenir 12 252 des 16 000 emplois du groupe Boussac Saint-Frères.
Férinel sera rachetée en 1995 par la Générale des eaux puis renommée Nexity.

### 1985: Président de Christian Dior

#### Restructuration du groupe
Bernard Arnault devient PDG de Dior en 1985. Bien qu'ayant obtenu des subventions publiques de l’État pour ce rachat, il n’honorera jamais sa parole, et quelques mois plus tard, seuls 8 700 des 12 252 emplois garantis subsistent ; il démantèle partiellement le groupe, ne conservant que Christian Dior et Le Bon Marché. La vente de Peaudouce au groupe suédois Mölnlycke finira de réduire les emplois du groupe Boussac. Bernard Arnault restructure les activités du groupe, notamment le textile revendu au groupe Prouvost et Conforama à son rival Pinault Printemps Redoute. De 15 000 employés, le groupe en conserve 8 000 quelques années après le rachat.
En 1987, la Commission européenne estime que les aides accordées par l’État français ont faussé le jeu de la concurrence au sein des États membres et exige du groupe de Bernard Arnault le remboursement de 338,56 millions de francs, y compris des aides datant d'avant le rachat par Bernard Arnault, lorsque l'entreprise était une société à capitaux publics. Critiqué pour avoir touché plus de 750 millions de francs d'aides publiques en échange de sa promesse de sauvetage du groupe, Bernard Arnault doit finalement rembourser près de la moitié de ces aides dans les années 1990, malgré son refus initial de rembourser ces subventions au motif que, Boussac étant avant son rachat une société à capitaux publics, l'État se versait ces aides à lui-même.
Avec un investissement personnel de quarante millions de francs et l'aide du banquier Antoine Bernheim, Bernard Arnault a ainsi pris le contrôle de Boussac qui, en 1987, vaut huit milliards en bourse, ce qui en fait l'un des hommes les plus riches de France. Cela lui permettra ensuite de prendre le contrôle du groupe de luxe LVMH.
En juillet 1988, Bernard Arnault rachète Celine.

#### 1987-1989: Prise de participation dans LVMH
À la suite du krach d'octobre 1987, Bernard Arnault, appuyé par son banquier personnel Antoine Bernheim, fait l'acquisition d'actions LVMH. Ce tout nouveau groupe de luxe est issu de la fusion le 3 juin 1987 de deux groupes français : Moët Hennessy (Champagne Moët & Chandon, Champagne Ruinart, Champagne Mercier, Champagne Canard-Duchêne, cognac Hennessy) et Louis Vuitton (Louis Vuitton Malletier, Givenchy, Champagne Veuve Clicquot Ponsardin).
L'année suivante, en 1988, le groupe est à la recherche d'investisseurs.
Le PDG de Louis Vuitton, Henry Racamier, et les actionnaires demandent à Bernard Arnault de prendre une participation plus importante dans la société. Avec plus de 25 % des actions, Bernard Arnault devient l'un des actionnaires principaux du groupe.
À la même période, la direction de LVMH connaît de fortes difficultés : outre la mésentente entre les familles, les deux coprésidents issus de la fusion entre les deux entreprises (Henry Racamier pour Vuitton et Alain Chevalier pour les vins et spiritueux) divergent quant aux choix stratégiques du groupe, paralysant ainsi le développement de LVMH. Alain Chevalier souhaite revendre les activités vins et spiritueux à d'autres groupes ; Henry Racamier, devenu minoritaire dans le nouveau groupe, veut retrouver l'indépendance de Louis Vuitton.
Dans ce contexte, Bernard Arnault considère que le groupe LVMH doit retrouver une direction unique et il cherche à en prendre la tête. Il profite alors des dissensions entre les deux hommes et s'affirme comme l'actionnaire pivot pour l'avenir du groupe, passant des alliances successives avec les deux parties en présence. Pour prendre le contrôle définitif du groupe, Bernard Arnault lance une offre publique d'achat (OPA). Profitant de la pagaille boursière et actionnariale, il devient, en juillet 1988, premier actionnaire de LVMH et actionnaire majoritaire le 6 janvier 1989, avec l'aide de la banque Lazard et du Crédit lyonnais. Il évince alors Alain Chevalier.
Il réunit, en 1989, les parfums et la couture au sein de la holding Christian Dior SA. Cette holding a alors pour filiales Christian Dior Couture et LVMH, qui possède la marque Parfums Christian Dior, anciennement propriété de Moët-Hennessy.

### 1989: PDG de LVMH
Le 13 janvier 1989, Bernard Arnault est élu président du directoire de LVMH à l'unanimité. Henry Racamier cherche par tous les moyens à annuler l'OPA de Bernard Arnault, mais le 16 mai 1989, la Commission des opérations de bourse considère qu'aucune irrégularité n'a été commise. L'OPA est de facto validée et Bernard Arnault est confirmé à la tête du groupe à l'âge de 39 ans. La structure financière du groupe LVMH fait de lui un manager actionnaire. Il dirige opérationnellement le groupe tout en étant son actionnaire de contrôle.
Bernard Arnault conduit alors un plan de développement du groupe qui permet à LVMH de devenir le premier groupe de luxe au monde. En onze ans, la valeur du groupe est multipliée par quinze, tandis que le chiffre d'affaires et le bénéfice progressent de +500 %. Pour parvenir à ces résultats, Bernard Arnault dit s'appuyer sur deux règles de gouvernance. D'une part, favoriser la décentralisation des prises de décision concernant les marques du groupe. Il considère que la gestion de marques de luxe ne peut fonctionner que dans le cadre d'une organisation décentralisée. Chaque entreprise fonctionne indépendamment des autres. D'autre part, acquérir les marques concurrentes ou émergentes. Les marques les plus solides du groupe permettent de financer celles qui sont en croissance. Cette stratégie permet de renforcer et développer le groupe.
En 1993, Bernard Arnault rachète le quotidien économique La Tribune sans parvenir à redresser ses ventes, malgré des investissements qui s'élèvent à près de 150 millions d'euros. Il décide en novembre 2007 de revendre le titre pour acquérir l'autre grand quotidien économique français, Les Échos, pour 240 millions d’euros.
Dans les années 1990, les acquisitions de son groupe s'enchaînent. Il rachète 21 % des parts de Guinness et entre à son conseil d'administration. En 1997, il échoue à bloquer la fusion entre Guinness et GrandMet qui aboutit à la création de Diageo en 1998,.
À la fin des années 1990, Bernard Arnault fait de l'art le pilier de la stratégie de communication de son groupe en achetant Phillips, le numéro trois mondial de la vente aux enchères, pour 125 millions d'euros[réf. obsolète], et Tajan, le premier français de ce même secteur.
En 1996, le groupe de Bernard Arnault acquiert 38 % du capital de Château d'Yquem, grand cru classé de Sauternes, dans le vignoble bordelais. En 1998, il devient majoritaire avec 64 % des actions.
Pour symboliser la croissance et la force du groupe LVMH aux États-Unis, Bernard Arnault décide dans les années 1990 de regrouper ses activités au sein d'une même tour à New York, la LVMH Tower (en). Il choisit l'architecte Christian de Portzamparc pour réaliser ce projet, dans lequel il s’implique personnellement. Le 8 décembre 1999, la tour LVMH est inaugurée en présence d'Hillary Clinton.
En 2001, il trouve un accord avec François Pinault dans la bataille qui les opposait pour la maison de couture Gucci, en vendant les 20 % de titres Gucci détenus par LVMH pour 2,13 milliards d'euros.
En 2008, il se lance sur le marché du yacht en s'offrant le constructeur britannique Princess Yachts (en) pour un total de 253 millions d'euros, puis en prenant le contrôle de Royal van Lent pour un montant équivalent.
En septembre 2012, à la suite des révélations au sujet de sa demande de nationalité belge, Bernard Arnault se voit consacrer la une du quotidien Libération, sous le titre « Casse-toi riche con ! », qui entraîne une polémique. Cette demande est, selon plusieurs experts en droit fiscal, probablement liée à la création par Bernard Arnault en 2008 de Protectinvest, une fondation de droit privé en Belgique pour éviter la dislocation du groupe LVMH lors de son décès en cas de mésentente entre ses héritiers. En effet, une fondation belge permet de remplir trois objectifs pérennes : l'interdiction pendant dix ans de la vente des titres transmis, l'obligation de vote « indissociable » et le choix de l'héritier prenant la tête des affaires parmi les sept héritiers envisagés (cinq enfants et deux neveux). L'hypothèse d'organiser un montage fiscal évitant des droits de succession français sensiblement plus élevés qu'en Belgique semble écartée, le pacte Dutreil mis en place en France permettant déjà de faire chuter les droits de successions à un niveau proche de celui de la Belgique. En janvier 2013, la quasi-totalité de ses actifs du Groupe Arnault et du Groupe familial Arnault sont transférés en Belgique,, et Thierry Breton assure la présidence de cette fondation Protectinvest.
À la suite de la parution du numéro de Libération, les sociétés dépendant du groupe LVMH retirent leurs publicités prévues jusqu'à la fin de l'année, entraînant un manque à gagner de 150 000 € pour le quotidien.
En 2012 toujours, Bernard Arnault, victime d'un chantage, fait officieusement appel, à travers Bernard Squarcini, aux services de la Direction générale de la Sécurité intérieure (DGSI), anciennement DCRI, qui met à disposition, aux frais de l'État français, un important dispositif d'espionnage, aboutissant au licenciement d'un employé de LVMH. À son arrivée au pouvoir, François Hollande ne reconduit pas dans ses fonctions Bernard Squarcini, que Nicolas Sarkozy a nommé à la tête de la DCRI. Il est alors embauché chez LVMH.
Le 10 avril 2013, dans un entretien au Monde, Bernard Arnault annonce qu'il retire sa demande de nationalité belge et réaffirme son « attachement à la France ». Il ajoute qu'il aurait dans tous les cas continué de résider en France et n'a pas souhaité échapper à l'impôt. Toutefois, en avril 2014, les journalistes de l'émission de France 2 Complément d'enquête retrouvent des documents montrant que Bernard Arnault a rempli une déclaration fiscale belge en 2012 et qu'il a commencé à payer ses impôts (13 000 €) dans le pays, avant de revenir en arrière.
En avril 2015, l’étude bisannuelle du cabinet VcomV positionne Bernard Arnault à la 9e place de son classement des patrons du CAC 40.
En 2016, alors que LVMH fait de l'origine française de ses produits un argument commercial, le documentaire satirique Merci Patron !, réalisé par François Ruffin, critique la gestion sociale de LVMH, révélant que de très nombreux produits sont en fait confectionnés en Pologne, à Madagascar ou en Asie, pendant que les usines françaises ferment. Face à la controverse, Bernard Arnault tente de faire pression sur les médias dépendant de son groupe pour étouffer l'affaire, provoquant l'indignation des journalistes. Bernard Arnault dénonce des attaques venues d'« observateurs d'extrême gauche ». Invoquant des créations d'emplois, il soutient que le groupe est un « contre-exemple » pour des organisations politiques qui cherchent à le critiquer,,.
En octobre 2016, la Harvard Business Review classe Bernard Arnault septième dans le classement général des patrons les plus performants au monde et premier en France, grâce à la solidité des performances financières du groupe qu'il dirige (20e dans le classement financier, 257e dans le classement Sustainalytics, 236e dans le classement CSRHub). Un an plus tard, en octobre 2017, la Harvard Business Review le place 5e dans ce classement,.
Le 3 juillet 2017, Bernard Arnault finalise l'acquisition de la société Christian Dior Couture, alors filiale à 100 % de la holding Christian Dior SA, unifiant ainsi la couture et les parfums au sein de LVMH,,.
Mi-mars 2020, lors de la pandémie de Covid-19 en France, Bernard Arnault demande à l'ensemble des unités de production de parfums de plusieurs marques du groupe LVMH de produire à grande échelle des solutions hydroalcooliques et de les mettre gratuitement à disposition des autorités sanitaires. Quelques jours plus tard, le groupe annonce par ailleurs avoir « réussi, grâce à l'efficacité de son réseau mondial, à trouver un fournisseur industriel chinois capable de livrer dix millions de masques en France dans les prochains jours » ; Bernard Arnault demande à LVMH de financer la première semaine de production (environ cinq millions d'euros) pour accélérer la livraison.

### Investisseur
Entre 1998 et 2001, il se passionne pour la nouvelle économie et investit notamment dans boo.com, Liberty Surf et Zebank au travers de sa holding spécialisée Europ@web. Le krach des valeurs Internet à partir de mars 2000, et plus encore les attentats du 11 septembre 2001, le convainquent d'accélérer sa sortie de ce secteur par cession au groupe Suez. Liberty Surf est vendue à Telecom Italia alors que Zebank est vendue à Egg plc. Bernard Arnault investit également dans Betfair et Netflix dont il est le premier investisseur[source insuffisante].
En association avec Colony Capital, Groupe Arnault entre dans le capital de Carrefour le 23 mars 2007 et siège donc au conseil d'administration du groupe français de grande distribution.
Bernard Arnault est l'un des principaux actionnaires du journal L'Opinion, fondé en 2013,,.
Aux côtés de Jean-Pierre Mustier et de Tikehau Capital, Bernard Arnault lance en février 2021 un SPAC, appelé Pegasus et destiné à réaliser des acquisitions dans le secteur des services financiers.
En novembre 2024, Bernard Arnault et ses enfants, dont le fils ainé Antoine Arnault porteur du projet, annoncent devenir actionnaires majoritaires (à hauteur de 52 %) du Paris FC, le deuxième club professionnel de football basé à Paris.

### Académie des sciences morales et politiques
Le 2 décembre 2024, il est élu membre de l'Académie des sciences morales et politiques, au fauteuil n°1 de la section Économie politique, Statistique et Finances, laissé vacant par le décès de Denis Kessler,,.

## Patrimoine

### Fortune et revenus
En 2005, il devient l'homme le plus riche de France, devançant la famille Bettencourt, qui occupait cette place depuis plusieurs années.
En 2016, Bernard Arnault est rémunéré 7,8 millions d'euros pour ses fonctions de PDG du groupe LVMH.
En juillet 2019, le magazine Forbes estime sa fortune à 103,2 milliards de dollars américains (91,7 milliards d'euros), ce qui en fait la première fortune de France et d'Europe, ainsi que la 2e fortune mondiale.
En novembre 2019, le magazine Challenges estime qu'après le rachat par LVMH du bijoutier Tiffany & Co., Bernard Arnault est l'homme le plus riche du monde, ses actifs étant valorisés à 109 milliards de dollars américains. Dans un entretien accordé au Monde quelques semaines plus tôt, il affirme : « Ce n’est pas du tout de l’argent que j’ai sur mon compte. C’est la valeur des actions du groupe. Si les actions montent, ça monte, si les actions baissent, ça baisse ».
En janvier 2020, le magazine Forbes classe à son tour Bernard Arnault no 1 des plus grandes fortunes mondiales, évaluant sa fortune à 117 milliards de dollars américains. Le classement annuel du magazine Forbes place Bernard Arnault comme troisième homme le plus riche du monde, ses actifs étant évalués à 76 milliards de dollars américains. La même année, il décide de renoncer à ses rémunérations des mois d'avril et de mai, ainsi qu'à « toute rémunération variable au titre de l'année 2020 », du fait des conséquences de la pandémie de Covid-19 sur l'activité du groupe LVMH. Bernard Arnault et sa famille perçoivent cependant 1,5 milliard d'euros de dividendes au titre des bénéfices réalisés par LVMH en 2020 ; les effectifs du groupe ont diminué dans le même temps de 8 %. Toujours en 2020, selon le classement annuel du magazine Challenges répertoriant les 500 plus grandes fortunes de l'hexagone, le patrimoine de Bernard Arnault est estimé à 100 milliards d'euros, faisant de lui l'homme le plus fortuné de France.
En 2021, il figure à la troisième place du classement des personnes les plus riches du monde publié par le magazine Forbes, avec des actifs évalués à 150 milliards de dollars américains. Il est l'homme le plus riche du continent européen et classé devant Bill Gates.
En décembre 2022, il détrône Elon Musk et devient avec sa famille la première fortune mondiale, estimée par le magazine Challenges à 149 milliards d'euros. En 2023, Forbes le classe deuxième fortune mondiale derrière Elon Musk avec 238,5 milliards de dollars, avant qu'il redevienne première fortune mondiale en avril 2024 avec 233 milliards de dollars.

### Biens

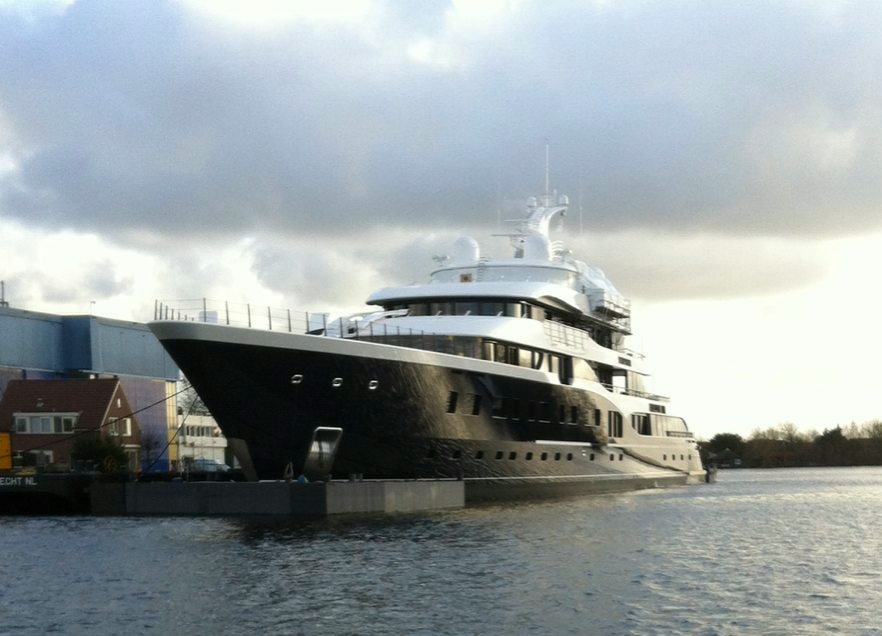
Le Symphony, yacht de Bernard Arnault.

La résidence principale de Bernard Arnault est un hôtel particulier situé rue Barbet-de-Jouy, de 2 000 m2 dans le 7e arrondissement de Paris qu'il aurait acquis pour 25 millions d'euros. Il s'agit de l'ancienne propriété de Jean-Luc Lagardère jusqu'en 2005.
Il possède également le château Saint-Rémy-des-Landes situé à Clairefontaine-en-Yvelines près de Rambouillet ainsi que plusieurs villas à Saint-Tropez,.
En 2000, il achète Nyn Park, un terrain de 129 hectares à Potters Bar à une trentaine de kilomètres au nord de Londres. Il y fait bâtir une villa de luxe de 4 300 m2 achevée en 2011.
Il possède également une île privée de 54 hectares aux Bahamas, achetée pour l'équivalent de quatre millions d'euros en 1999. Il aurait dépensé 30 millions de dollars supplémentaires pour aménager l'ile en y construisant des bungalows, une piscine, une marina d'une capacité de 10 embarcations et un court de tennis. Bernard Arnault y séjourne avec sa famille à Noël et à Pâques.
En 2014, Bernard Arnault achète à travers LVMH le domaine du Clos-des-lambrays (10 hectares) situé en Bourgogne, pour 101 millions d'euros.
Il possède par ailleurs 25 domaines viticoles dans différents endroits de la planète.
En 2018, il achète d'importants terrains à Los Angeles sur les hauteurs de Beverly Hills pour un montant près de 100 millions de dollars.
Bernard Arnault est le propriétaire du yacht de luxe Symphony, long de 101,5 mètres. Celui-ci, estimé à 130 millions d'euros, a été dessiné par le cabinet Zuretti. Mis à l’eau en 2015 par une société maltaise appartenant à LVMH (Sonata Yachting Limited), il est immatriculé par une société écran basée aux îles Caïmans. Il est doté d’une plate-forme pour hélicoptère, d’une piscine avec fond transparent, d’un practice de golf et de huit suites.
Bernard Arnault possédait auparavant un autre yacht, l'Amadeus, long de 69 mètres.
Il possédait aussi un jet privé Bombardier Global Express estimé à 52 millions de dollars qu'il indique avoir vendu en décembre 2022 pour voyager dans des jets privés de location qui lui permettent plus de confidentialité.
Afin de ne pas être identifié, il loue en juin 2022 un Airbus A319 totalement vide.
En 2022, il achète la villa Casa Degli Atellani à Milan en Italie, qui date du XVe siècle et a appartenu à Léonard de Vinci. La propriété comprend également un vignoble d'un hectare.
Il possède un hôtel particulier situé dans le 7e arrondissement de Paris. Le bâtiment de trois étages compte 20 pièces sur 670 mètres carrés et appartenait au couturier Emanuel Ungaro, décédé en décembre 2019. Arnault l’a acquis quelques mois auparavant pour 55 millions d’euros.

## Mécénat

### Mécénat artistique
Bernard Arnault, amateur et collectionneur d’art, a entrepris de nombreuses actions de mécénat afin de valoriser l’image du groupe LVMH et de lui donner une dimension plus institutionnelle. Pour développer ses actions de mécénat, il est aidé par Jean-Paul Claverie, ancien conseiller de Jack Lang au ministère de la Culture. Sous leur impulsion, le groupe LVMH est devenu un acteur important du mécénat en France.
Le groupe a apporté son soutien à plus d’une dizaine d’expositions, parmi lesquelles Le grand monde d’Andy Warhol, Picasso et les maîtres au Grand Palais, L’Atelier d’Alberto Giacometti, ou encore Yves Klein au centre Georges-Pompidou.
Par ailleurs, la fondation LVMH a créé le Prix LVMH des jeunes créateurs, un concours international ouvert aux étudiants des écoles des Beaux-Arts en France et dans le monde.

### Fondation Louis-Vuitton

La fondation Louis-Vuitton vue depuis le Jardin d'acclimatation.

En 2006, Bernard Arnault décide de se lancer dans le projet de construction de la fondation Louis-Vuitton pour la création et l'art contemporain. Le bâtiment est conçu par Frank Gehry, l’architecte du musée Guggenheim de Bilbao. Ce projet est interrompu en janvier 2011 à la suite d’une plainte déposée par les riverains du bois de Boulogne. Après la reprise des travaux en juin 2011, la dernière pierre du musée est posée le 18 décembre 2013 en présence de Bernard Arnault et de plus de 400 ouvriers. Il est inauguré par François Hollande, président de la République,, le 26 octobre 2014.
La collection d'art de la fondation met en valeur des artistes contemporains à travers ses 11 galeries, dont Gerhard Richter, Bertrand Lavier, Christian Boltanski, Olafur Eliasson, Thomas Schütte et Pierre Huyghe. Pour Bernard Arnault, cette Fondation est « un espace nouveau qui ouvre le dialogue avec un large public et offre aux artistes et intellectuels une plateforme de débats et de réflexion ».
Le 4 mars 2014, Bernard Arnault reçoit le prix David Rockefeller, décerné par le Museum of Modern Art (MoMA), qui honore « une personne du monde des affaires, qui est un exemple de générosité éclairée et de promotion des efforts en matière de culture et de civisme ». Bernard Arnault est le premier non-Américain à recevoir ce prix.
En octobre 2016, Bernard Arnault réunit la collection de Sergueï Chtchoukine à la fondation Louis-Vuitton.
En 2018, dans un rapport sur le mécénat, la Cour des comptes souligne que les entreprises du groupe LVMH ont réduit leurs impôts de 518,1 millions d'euros entre 2007 et 2017 au titre de sommes versées à la fondation Louis-Vuitton, ce qui « représenterait environ 8,1 % de la dépense fiscale totale pour l'État au titre du mécénat des entreprises sur la période ».
Selon ce rapport « la véritable retombée est l’apport en termes d’image de la fondation au groupe et à sa principale marque ».

### Reconstruction de Notre-Dame de Paris
Après l'incendie de Notre-Dame de Paris le 15 avril 2019, la famille Arnault et le groupe LVMH annoncent un don de 200 millions d'euros pour la reconstruction de « cette extraordinaire cathédrale, symbole de la France, de son patrimoine et de son unité ». Le 23 septembre 2019, Bernard Arnault signe une convention de mécénat avec la fondation Notre-Dame pour officialiser ce don.

### Don aux Restos du Cœur
À la rentrée 2023, alors que Patrice Douret, le président bénévole des Restos du Cœur, alerte sur la situation financière de l'association, Bernard Arnault et sa famille répondent avec un don de 10 millions d'euros. Cette aide fera l'objet de vifs débats. Une partie de la gauche y verra de la « charité », quand certains salueront la démarche du milliardaire. Préoccupé par le climat social qui règne en France, l'essayiste et directeur de la rédaction de Géostratégie magazine Tom Benoit, signe une tribune dans Entreprendre pour rappeler que « ce don ne bénéficiera pas de déductions d'impôts »,.

## Controverses

### Demande de naturalisation belge
En janvier 2013, le parquet de Bruxelles rend un avis négatif concernant la demande d'obtention de la nationalité belge introduite par Bernard Arnault. La première raison invoquée est que l'intéressé ne peut pas prouver qu'il a eu pendant trois ans sa résidence principale en Belgique, ce qui est un des critères pour obtenir la nationalité belge. La seconde est que la justice belge a ouvert une enquête à son encontre concernant son réseau d'entreprises, boîtes aux lettres et fondations qu'il possède en Belgique[réf. obsolète],.
La révélation de cette demande de naturalisation provoque également une controverse médiatique en France, le quotidien Libération ayant titré en une : « Casse-toi riche con ! » avec une photo en pleine page de Bernard Arnault portant une valise. Les différentes sociétés du groupe LVMH réagissent en retirant toutes les publicités prévues dans Libération jusqu'à fin 2012 et d'autres marques de luxe font de même en signe de solidarité, entraînant un manque à gagner total direct et indirect estimé à 700 000 € pour le quotidien.

### Recours aux paradis fiscaux et redressement fiscal
En 2014, le groupe LVMH compterait, selon une ONG, 202 filiales dans des paradis fiscaux.
En novembre 2017, dans le cadre des Paradise Papers, Le Monde et le Consortium international des journalistes d'investigation révèlent que Bernard Arnault a placé ses actifs (deux yachts, une maison de 4 300 m2, des fonds d'investissement) dans six paradis fiscaux différents (Malte, l'île de Jersey, le Luxembourg, les îles Vierges, l'île de Man, îles Caïmans) avec l'aide de huit cabinets différents[source secondaire souhaitée].
Selon Le Monde, ces pratiques sont révélatrices, « chez la plupart des grandes fortunes mondiales », de « l’obsession de la discrétion et la volonté d’optimiser au maximum leur imposition, jusqu’aux frontières de la légalité ».
Bernard Arnault précise qu'il ne les dépasse pas et que « tous les actifs évoqués dans cet article ont été constitués de manière parfaitement légale et sont naturellement connus des autorités fiscales ».
Le Canard enchaîné affirme qu'à la suite de ces révélations, Bernard Arnault a fait retirer les publicités de son groupe LVMH des pages du Monde, grévant de 600 000 € les recettes du quotidien ; LVMH dément toutefois un retrait total des publicités.
Dans un documentaire de Pièces à conviction diffusé en 2018 sur France 3, Christian Eckert, ancien secrétaire d'État au Budget, reconnaît — sans jamais mentionner le nom de Bernard Arnault — que « des dossiers importants concernant des personnes connues ont donné lieu à des redressements et des pénalités ». Les journalistes de Pièces à conviction font le lien avec Bernard Arnault et avancent un montant d'un milliard d'euros. LVMH conteste « formellement » cette information et ce montant.

### Influence et pouvoir sur les médias
Selon le journaliste Laurent Mauduit, beaucoup de directeurs de la rédaction de La Tribune affirmeraient en privé : « Bernard Arnault n'hésitait pas à décrocher son téléphone pour que son journal soit plus docile dans le traitement de l'actualité qui concerne son propre groupe ». Plusieurs signataires d'une pétition — qui s'offusquent du fait que le principal quotidien économique français Les Échos soit acheté par un actionnaire dont la presse n'est pas le métier — ont été appelés par Nicolas Bazire ou un des collaborateurs de Bernard Arnault « leur enjoignant de retirer leur signature, sauf à risquer de ne plus jamais travailler avec LVMH ».
En 2016, les journalistes du Parisien reçoivent pour ordre, malgré un succès public et critique, de ne rien écrire sur le film Merci Patron !, un documentaire de François Ruffin qui épingle Bernard Arnault. Les syndicats SNJ, FO, SNJ-CGT et la Société des journalistes (SDJ) dénoncent dans un communiqué un « acte d’autocensure » visant à ne pas fâcher Bernard Arnault, qui est propriétaire à travers le groupe LVMH du Parisien.
D’après Yvan Levaï, ancien directeur de La Tribune, Bernard Arnault se comporte comme un prince éclairé et il n'intervient presque jamais dans les journaux qu'il détient directement. Selon lui, le vrai pouvoir d'Arnault, c'est simplement l'argent de la publicité de LVMH, un des principaux annonceurs de la presse.
En novembre 2017, le journal Le Monde publie une enquête sur les Pandora Papers et le patrimoine offshore de Bernard Arnault dans près de 8 paradis fiscaux. Le journal estime que ces informations sont d’intérêt public, car elle illustrent les sérieuses dérives de la mondialisation. Bernard Arnault, en colère, aurait ordonné de couper toute publicité de LVMH pour punir le journal Le Monde.
En 2023, Arrêt sur images dénonce l’omerta de la plupart des médias français qui n’ont pas repris une information du Canard enchaîné révélant que Bernard Arnault payait moins de 14 % d’impôts sur l’ensemble de ses revenus (s’élevant à 1,3 milliard d’euros). Bien que ce taux d’imposition relativement faible soit légal, une forme d’autocensure collective due au fait que le groupe LVMH représente 30 % des recettes publicitaires de la presse nationale et qu’il peut menacer de rompre les contrats (ce que le groupe a déjà fait par le passé), le risque de poursuites judiciaires envers les journalistes qui écriraient sur Bernard Arnault, ainsi que la proximité de celui-ci avec le pouvoir en place (notamment Emmanuel Macron), seraient des raisons plausibles selon les journalistes d’ASI et du Canard enchaîné de ce « silence médiatique ».
En juillet 2024, les journalistes de Challenges dénoncent l'ingérence de l'actionnaire minoritaire Bernard Arnault sur la rédaction. Celui-ci a fait pression pour que sa photo n'apparaisse pas en une de l'édition du magazine consacrée aux plus grandes fortunes françaises,,.
En septembre 2024, un email est révélé dans lequel Bernard Arnault interdit aux cadres dirigeants du groupe LVMH de parler à sept médias sous peine de licenciement. Ces sept médias sont La Lettre, Glitz Paris (également publiée par Indigo Publications), Miss Tweed, l'Informé, Puck (média américain), Mediapart et Le Canard enchaîné,.

### Manipulation de Wikipédia
En mai 2020, une enquête menée par des administrateurs de l'encyclopédie collaborative Wikipédia soupçonne plusieurs comptes contributeurs d'être liés à des agences de communication.
Reprise par le journal Le Monde, l'enquête recense 61 contributions suspectes sur la page Wikipédia de Bernard Arnault depuis 2011, dont un compte qui a supprimé à plusieurs reprises la mention de l'enquête de France 3 évoquant un redressement fiscal.
Dans une longue enquête, Mediapart révèle que LVMH a payé le cabinet Avisa Partners pour mener une opération d'intoxication et tenter d'améliorer l'image de Bernard Arnault en modifiant Wikipédia avec de faux comptes.

### Empreinte carbone
En 2022, dans un contexte de réchauffement climatique, le développement du flight tracking met en avant les nombreux déplacements en jet privé de plusieurs personnalités fortunées. Bernard Arnault figure parmi ces personnes. Par exemple, en mai 2022, il a totalisé 18 vols soit une empreinte carbone d'environ 176 tonnes, représentant pour un mois, l'empreinte carbone d'un Français moyen sur environ 17 ans,.
Un autre exemple de la forte empreinte carbone de Bernard Arnault est constitué par le fonctionnement de son yacht Symphony qui a été responsable de l'émission de 8 976 tonnes d'équivalent CO2 en 2018.

## Affaires judiciaires

### Soupçons de fraude à la domiciliation en Belgique
En 2012, le parquet de Bruxelles lance une enquête concernant une augmentation de capital de 2,9 milliards d’euros de sa société Pilinvest et une possible fausse domiciliation de Bernard Arnault dans la commune d'Uccle en Belgique, où il prétendait s'être installé dans le cadre de sa demande de naturalisation. Les poursuites sont interrompues en juin 2017 après qu'une transaction financière ne portant que sur le volet fausse domiciliation a eu lieu entre Bernard Arnault et le parquet.
Selon un documentaire diffusé par France 3, Bernard Arnault aurait payé 2,5 millions d'euros lors de cette transaction. Les éléments d'évasion fiscale mis en évidence par l'enquête du parquet de Bruxelles ont été transmis aux autorités françaises.

### Entrée dissimulée au capital d'Hermès
En 2013, il est mis en cause pour une attaque financière contre la famille Hermès,.
Selon la législation française, dès qu'un actionnaire d'une société en bourse franchit la barre de 5 %, de 10 % ou 15 % de participation, il doit effectuer une déclaration publique de franchissement de seuil. Selon un rapport de l'Autorité des marchés financiers, qui a auditionné des dizaines de témoins, Bernard Arnault a sciemment contourné les règles afin de tenter de s'emparer de Hermès.
Tout commence en 2008, au siège de LVMH, lorsque Arnault et deux de ses cadres les plus proches, Pierre Godé et Nicolas Bazire, lancent l'« Opération Mercure ». Dans des plans confidentiels, LVMH est surnommé « Lithium », le plus léger de tous les métaux. L'objectif assigné par Arnault est que LVMH monte très lentement au capital de l'entreprise Hermès, sans jamais se faire détecter, avant de soudainement s'en emparer via une OPA hostile, en exploitant les faiblesses de la famille Hermès.
Le montage financier est complexe et passe par des sociétés écrans et produits dérivés sur différents continents, au Luxembourg, au Panama, en Irlande, et via Hong-Kong, divisés entre LVMH et plusieurs banques, afin de ne jamais franchir le seuil de 5 %.
Afin d'identifier leurs faiblesses, LVMH met plusieurs membres de la famille Hermès sous surveillance en utilisant Bernard Squarcini, ancien chef des services de renseignements intérieurs français. En dehors du territoire français, pour le compte de LVMH, les héritiers de Hermès sont suivis par des espions israéliens.
En mai 2010, Jean-Louis Dumas, patron emblématique de Hermès meurt d'une longue maladie. LVMH se prépare à lancer l’assaut.
Le 23 octobre 2010, du jour au lendemain, LVMH annonce détenir 14,2 % de Hermès et être en mesure de monter à 17,1 %, avant d'atteindre les 22 %. La famille Hermès et la direction du groupe sont véritablement sidérées.
Bernard Arnault échoue cependant à diviser les membres de la famille pour pouvoir s'emparer de leur entreprise, et il préfère reculer.
Le groupe LVMH sera poursuivi et condamné à payer une amende de 10 millions d'euros, le montant le plus élevé possible, par l'Autorité des marchés financiers. De son côté, Bernard Arnault a toujours nié publiquement : « Nous n'avions pas prévu d'être actionnaires de Hermès. Nous avons fait un placement financier et il s'est dénoué d'une façon que nous n'avions pas prévue », affirme-il simplement lors de l'assemblée générale de LVMH.

### Espionnage de François Ruffin etFakir
En 2019, Mediapart révèle que le journal Fakir, dirigé par François Ruffin, a été infiltré par un service de renseignements privé mandaté par la direction de LVMH afin de l’espionner en temps réel et de prévenir de ses actions,.
L’ancien chef des renseignements intérieurs français, Bernard Squarcini, reconverti dans le privé et travaillant pour LVMH, a organisé l'infiltration de la rédaction de Fakir afin de collecter des renseignements à partir de 2015. Squarcini exploite alors une société privée et fait jouer ses réseaux, notamment au sein des Renseignements généraux et de la police,. L'infiltration aurait permis notamment entre mars 2015 et février 2016 de recueillir de nombreuses informations personnelles et d'obtenir en avance le documentaire Merci Patron !, portant sur Bernard Arnault et l'entreprise LVMH, qui dénonce les pratiques sociales du groupe.
Des écoutes judiciaires révélées dans la presse en 2020 confirment que la direction de LVMH a demandé à Squarcini d'infiltrer Fakir.
Depuis 2011, la justice s'intéresse aux liens entre Bernard Squarcini et le groupe LVMH. Cette information judiciaire a été étendue en octobre 2019 après une plainte avec constitution de partie civile de François Ruffin et du journal Fakir. En 2021, LVMH a accepté une convention judiciaire d'intérêt public (CJIP) de 10 millions d'euros proposée par le parquet de Paris, pour éviter des poursuites dans l'enquête sur un système d'espionnage. Cette convention a été homologuée le 17 décembre 2021 par une juge lors d'une audience au tribunal judiciaire de Paris.

## Relations avec le pouvoir politique

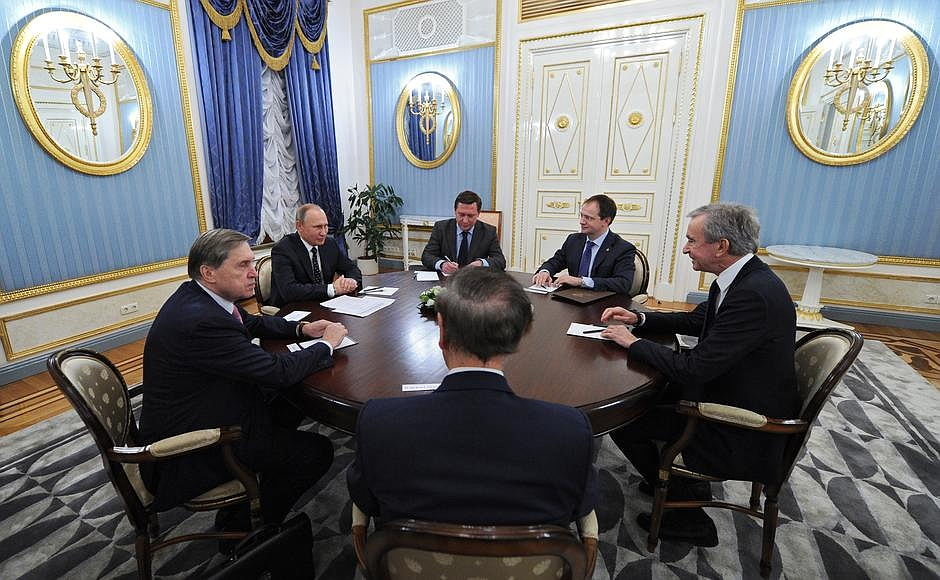
Bernard Arnault avec Vladimir Poutine (Moscou, le 24 novembre 2016).

### Relations avec Nicolas Sarkozy
En 1996, Bernard Arnault est, avec Martin Bouygues, un des témoins du mariage de Nicolas Sarkozy avec Cécilia Ciganer.
Il fait partie des invités au Fouquet's le soir de la victoire de Nicolas Sarkozy à l'élection présidentielle française de 2007.

### Relations avec François Hollande
Le 20 octobre 2014, le président de la République, François Hollande, inaugure la fondation Louis-Vuitton pour la création.
Dans le cadre du développement du pôle de compétitivité Cosmetic Valley, Bernard Arnault inaugure La Ruche, la nouvelle usine de Guerlain à Chartres, le 6 février 2015, en présence du Premier ministre, Manuel Valls.

### Relations avec Emmanuel Macron
Au second tour de l'élection présidentielle française de 2017, il soutient publiquement Emmanuel Macron, jugeant son programme « raisonnable et courageux ».
Ses deux derniers fils, Frédéric et Jean, connaissent personnellement Brigitte Macron, qui a été leur professeur de français lorsqu'ils étaient élèves au lycée d'élite Saint-Louis-de-Gonzague, dans le 16e arrondissement de Paris.
En juin 2021, Arnault déjeune avec Xavier Bertrand, qui est venu demander son appui pour l'élection présidentielle de 2022. Il confirme son intention de soutenir à nouveau Emmanuel Macron.
Il soutient Emmanuel Macron lors de l'élection présidentielle française de 2022, mais il renonce à s'exprimer publiquement, car ses proches lui ont expliqué que ça pourrait être contreproductif pour le candidat Macron.

### Relations à l'étranger
En 2010, Bernard Arnault recrute l'ex-Premier ministre britannique Tony Blair contre une importante rémunération.
Le fils de Tony Blair, Euan Blair, passe trois mois dans un luxueux appartement parisien, entièrement payé par Bernard Arnault[pertinence contestée].
Le 24 novembre 2016, il est reçu personnellement par Vladimir Poutine au Kremlin.
Après l'élection de Donald Trump, il se rend rapidement à New York et le rencontre au sommet de la Trump Tower. Selon le magazine Marianne, ils se connaissaient déjà car Arnault et Donald Trump ont fait des affaires dans l'immobilier.
En 2018, il est présent pour une soirée à la Maison-Blanche. Il s'assoit à la table présidentielle.

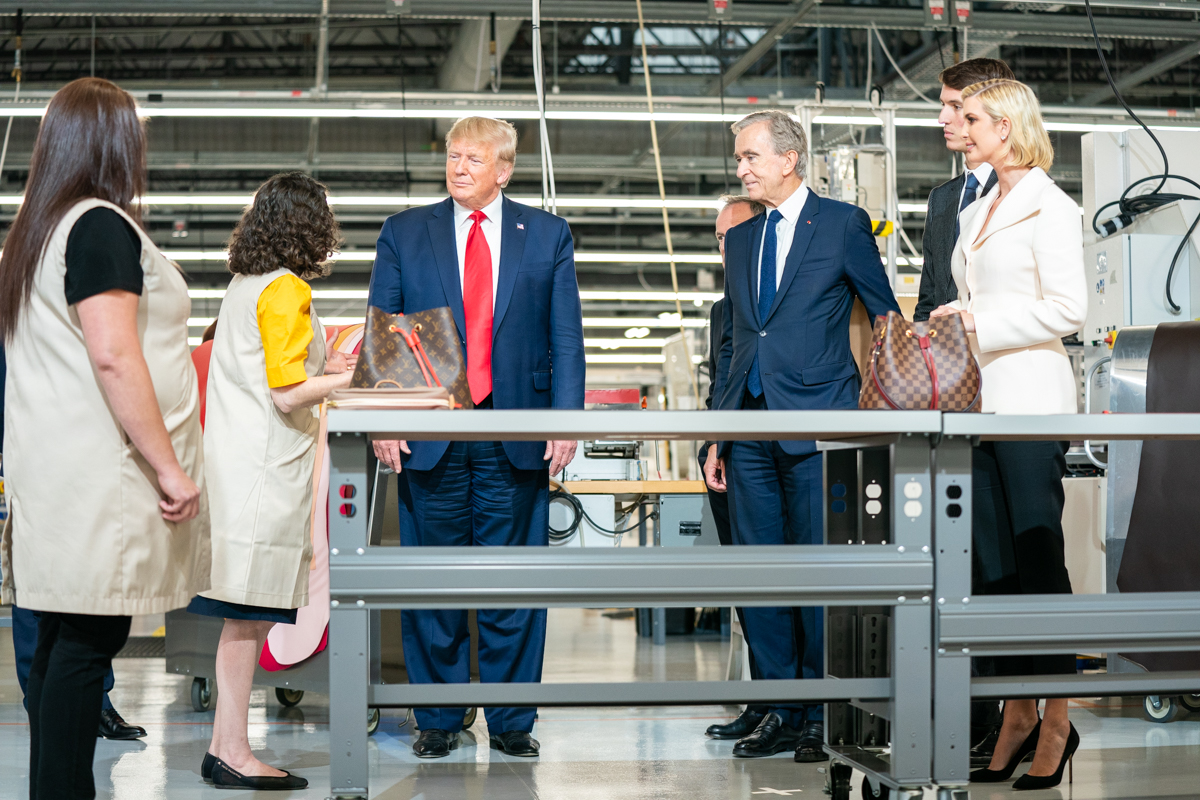
Bernard Arnault avec Donald Trump lors de l’inauguration d'un atelier de production Vuitton au Texas (octobre 2019).

Le 17 octobre 2019, Bernard Arnault inaugure une usine Louis Vuitton au Texas en compagnie du président des États-Unis Donald Trump, qu'il connaît depuis les années 1980,. Affirmant ainsi répondre aux attentes du dirigeant en matière de relocalisation industrielle sur le sol américain. Il se rend à l'inauguration à bord de l'avion présidentiel Air Force One, en compagnie de son fils Alexandre et de la fille du président, Ivanka Trump.
En décembre 2022, il dîne à la Maison-Blanche, en présence du président français et de Joe Biden.
Le 20 janvier 2025, Bernard Arnault assiste à la seconde investiture de Donald Trump, accompagné de sa femme Hélène Mercier-Arnault, de sa fille Delphine et de son fils Alexandre. Les deux invités surprises milliardaires non américains au sein du carré réservé aux personnalités politiques sont lui en tant que seul français et l’homme le plus riche d’Inde Mukesh Ambani. Le 28 janvier 2025, lors de la présentation des résultats annuels de LVMH, Bernard Arnault salue la baisse de l'impôt sur les sociétés aux Etats-Unis à 15% annoncée par le Président américain Donald Trump, et à l'inverse il déplore les hausses d'impôts prévues en France par le gouvernement français.
Le 18 février 2025, le Wall Street Journal rapporte que Bernard Arnault entretient une amitié avec le Président des Etats-Unis Donald Trump depuis le début des années 1980. Bernard Arnault et Donald Trump se rencontrent à un dîner de charité au Plaza Hotel à New York, ville où Bernard Arnault résidait à la suite de la victoire à l'élection présidentielle du socialiste François Mitterrand. Ses enfants Alexandre Arnault et Delphine Arnault entretiennent respectivement des relations amicales avec Jared Kushner, gendre de Donald Trump, et Ivanka Trump, fille de Donald Trump.

## Décorations
- Grand-croix de la Légion d'honneur (2023[207])
- Commandeur de l'ordre des Arts et des Lettres (2002[208] ; Officier le 24 novembre 1994[209])
- Grand officier de l'ordre du Mérite de la République italienne‎ (2006)[210]
- Chevalier commandeur de l'ordre de l'Empire britannique (2012)[211]
- Médaille Pouchkine (2017)[212]